# Ocellularia gracilis
Ocellularia gracilis är en lavart som beskrevs av Johannes Müller Argoviensis 1881. 
Ocellularia gracilis ingår i släktet Ocellularia och familjen Thelotremataceae. Inga underarter finns listade i Catalogue of Life.